# Agathosma glandulosa
Agathosma glandulosa là một loài thực vật có hoa trong họ Cửu lý hương. Loài này được (Thunb.) Sond. mô tả khoa học đầu tiên năm 1860.